# Es mentira
Es mentira è il primo album in studio del gruppo musicale argentino Miranda!, pubblicato nel 2002 dalla Secsy Discos e in seguito riedito dalla Pelo Music e dalla EMI.

## Descrizione
Dall'album sono stati estratti come singoli cinque brani: Bailarina, Imán, Tu juego, Romix e Agua.
Tutti i brani sono stati scritti dal leader e cantante del gruppo Alejandro Sergi e prodotti da Bruno De Vincenti.

## Accoglienza
L'album fu ben accolto dalla critica. Il giornale argentino Clarín definì il disco come un "ritorno al glamour" e "un rifugio festoso nel bel mezzo di una crisi", in riferimento alla crisi economica argentina che aveva coinvolto il paese in quegli anni, sfociando il rivolte popolari proprio tra il 2001 e il 2002. Lo stesso Clarín accostò le sonorità del disco a brani come Losing My Mind (nella versione realizzata da Liza Minnelli e prodotta dai Pet Shop Boys) e Mujer amante dei Rata Blanca, ricordando anche gruppi come i Pimpinela e i Mecano. Successivamente, in una recensione proposta da Octavio Gallo di Revista Chargo nel 2022 in occasione del ventennale dall'uscita dell'album, fu definito "una combinazione tra nelle melodie pop con forti ritmi elettronici e ballabili, i due elementi più importanti nelle canzoni dei Miranda!".

## Tracce
CD (Pelo 724356389021 / EAN 0724356389021)
Testi e musiche di Alejandro Sergi.
1. Bailarina – 4:43
2. Horóscopo – 4:42
3. Romix – 4:12
4. Imán – 4:23
5. Tu juego – 4:36
6. Agua – 4:49
7. Ven – 5:06
8. Mentira – 3:53
9. Tiempo – 5:36
10. Casualidad – 5:57

## Formazione
- Alejandro Sergi - voce principale, composizione, programmazione
- Juliana Gattas - voce principale
- Leandro Fuentes - chitarra, cori
- Bruno De Vicenti - produzione, programmazione
- Sebastián Rimoldi - piano
- Luis Castillo - mastering
- Laura Bilbao - management
- Rodrigo Piza - produttore esecutivo
- Walter Zamora - direzione artistica